# کلانوویتسه
کلانوویتسه (به چکی: Klánovice) یک منطقهٔ مسکونی در جمهوری چک است که در Prague 9 واقع شده‌است. کلانوویتسه  ۲٬۹۳۹ نفر جمعیت دارد.